# Palpares geniculatus
Palpares geniculatus is een insect uit de familie van de mierenleeuwen (Myrmeleontidae), die tot de orde netvleugeligen (Neuroptera) behoort. 
Palpares geniculatus is voor het eerst wetenschappelijk beschreven door Navás in 1912.